# Mussaenda kingdon-wardii
Mussaenda kingdon-wardii là một loài thực vật có hoa trong họ Thiến thảo. Loài này được Jayaw. mô tả khoa học đầu tiên năm 1965.